# 比亞蘭山
86°33′S 164°14′W / 86.550°S 164.233°W
比亞蘭山是南極洲的山峰，位於阿蒙森海岸，屬於毛德王后山脈的一部分，海拔高度2,675米，1911年11月由挪威探險家羅爾德·阿蒙森率領的探險隊發現。